# Arch W. McFarlane

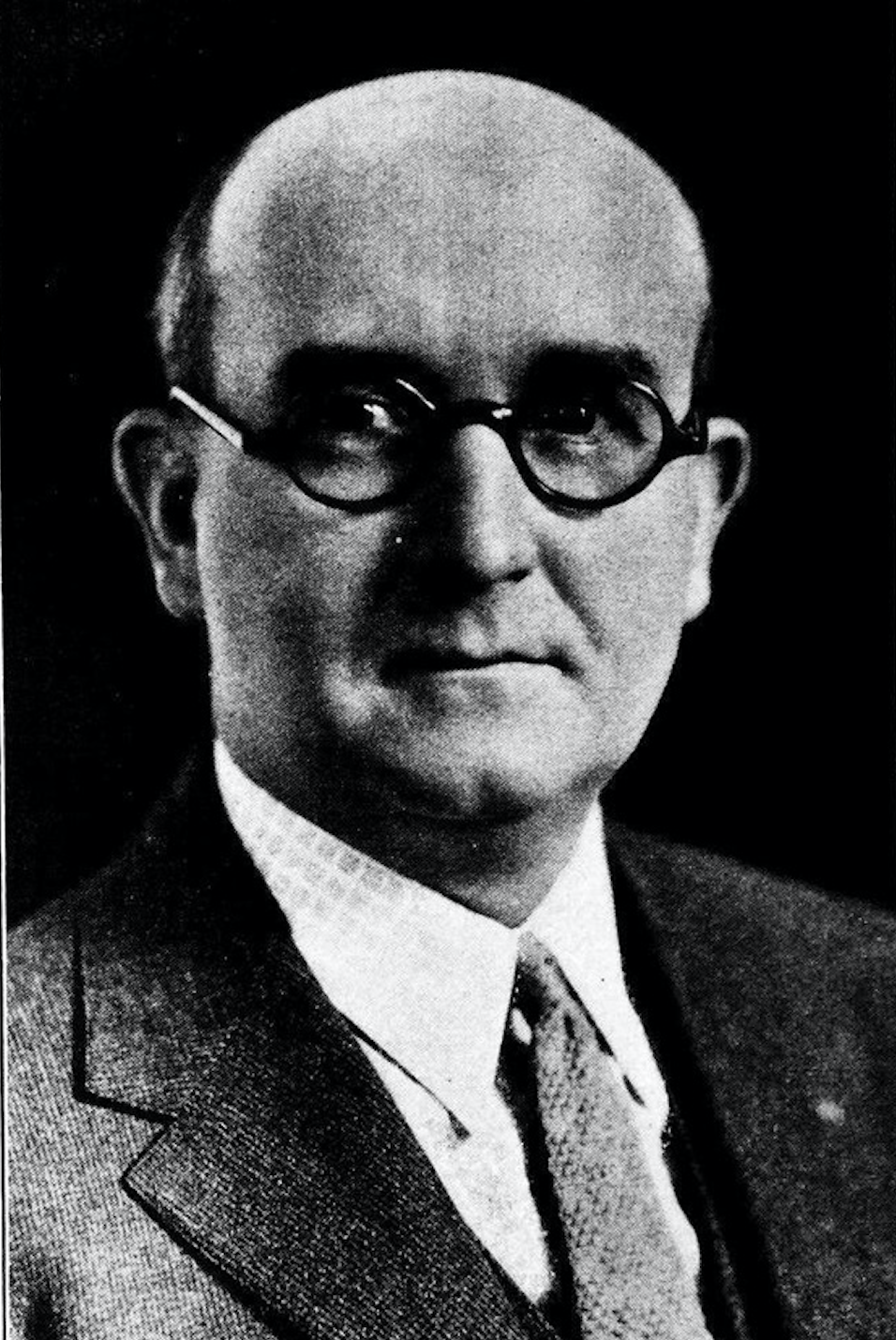
Arch W. McFarlane

Arch W. McFarlane (* 14. April 1885 in Waterloo, Iowa; † 24. Juli 1960 in Chicago, Illinois) war ein US-amerikanischer Politiker. Zwischen 1928 und 1933 war er Vizegouverneur des Bundesstaates Iowa.

## Werdegang
Arch McFarlane besuchte die öffentlichen Schulen seiner Heimat. Im Jahr 1904 absolvierte er die Waterloo East High School. Zwischen 1906 und 1914 arbeitete er für verschiedene Benzinfirmen. Dann gründete er die Puritan Coal Company, die in Chicago ansässig war. Gleichzeitig gründete er in seiner Heimatstadt Waterloo die Firma Arch McFarlane Fuel Company, Inc, die er neben all seinen anderen Tätigkeiten für den Rest seines Lebens leitete. Ab 1914 war er als Mitglied der Republikanischen Partei politisch aktiv. Zwischen 1915 und 1922 saß er im Repräsentantenhaus von Iowa, dessen Präsident er ab 1919 war. 1922 kandidierte er erfolglos in den Vorwahlen seiner Partei für das US-Repräsentantenhaus. In den Jahren 1927 und 1928 gehörte er dem Staatssenat an.
Nach dem Tod von Vizegouverneur Clem F. Kimball wurde McFarlane zum Vizegouverneur von Iowa gewählt. Dieses Amt bekleidete er zwischen 1928 und 1933. Dabei war er Stellvertreter des Gouverneurs und Vorsitzender des Staatssenats. Er diente unter den Gouverneuren John Hammill und Daniel Webster Turner. Zwischen 1932 und 1954 gehörte er mit zwei kurzen Unterbrechungen dem Repräsentantenhaus von Iowa an, danach bis 1958 erneut dem Staatssenat. 1953 wurde er Präsident der Pioneer Lawmakers Association. Im Jahr 1960 kandidierte Arch McFarlane erneut für den Senat von Iowa. Im Juni gewann er die Vorwahlen seiner Partei. Die eigentliche Wahl war wie immer im Herbst dieses Jahres. Im Juli war er Besucher der Republican National Convention in Chicago, auf der der damalige Vizepräsident Richard Nixon als Präsidentschaftskandidat der Partei nominiert wurde. Während dieses Parteitages starb McFarland überraschend an einem Herzanfall. Er wurde in seiner Heimatstadt Waterloo beigesetzt.